# 29-й батальон шуцманшафта
29-й эстонский батальон шуцманшафта (нем. Estnische Schutzmannschafts Wach Bataillon 29, эст. Eesti Politsei Vahipataljon 29) — эстонское подразделение шуцманшафта.
Создано 5 сентября 1941 в Таллине, первым командиром батальона был Йоанн Пайкнер. В батальоне насчитывалось 530 человек, они несли охранную службу в Таллине. В начале марта 1942 года части батальона были переброшены к Ленинграду, но при попытке взять город штурмом понесли огромные потери. Батальон был частично расформирован в начале 1943 года, окончательно прекратил существование в июне 1944 года.